# Alfanar
 (septembre 2022).
Alfanar (« phare » en arabe) une organisation non gouvernementale internationale consacrée au développement de la société civile dans les pays arabes. Fondée par Tarek Ben Halim en 2004, elle a pour vocation de mettre en place et soutenir des organisations à l'action concrète et durable afin non seulement d’améliorer les conditions de vie des individus mais également dans le but de transformer en profondeur les communautés défavorisées à travers le monde arabe. 

Alfanar est présente en Égypte où elle soutient des organisations pionnières dans les domaines de la petite enfance, du développement économique de proximité, de la lutte contre la violence domestique, de l'accès aux soins et de la sensibilisation aux droits de l'humain. Elle prévoit d'étendre ses activités à un deuxième pays arabe d'ici la fin de 2011[réf. nécessaire]!<}~×《{}~×`{~

## Fondateur
Tarek Ben Halim est né à Tripoli (Libye) le 4 décembre 1955 d'une famille proche de la monarchie (son père, Moustapha Ben Halim, fut premier ministre du roi Idris de 1954 à 1957). 
Après une licence en finance à l'université de Warwick (Royaume-Uni) et une maîtrise en administration des affaires (MBA) à la Business School de l'université de Harvard (États-Unis) il commence une carrière de banquier d'affaires et travaille successivement chez JP Morgan, au Crédit suisse First Boston puis chez Goldman Sachs dont il devient le directeur général. En 2005, Tarek Ben Halim est nommé membre du Conseil d'administration du groupe MAF (Dubaï). Il est également conseiller pour la Banque centrale de Libye et administrateur de l'ONG britannique Common Purpose International (en). 
Tarek Ben Halim est mort d'une tumeur du cerveau le 11 décembre 2009 après avoir « cru passionnément à un certain devoir des Arabes ayant réussi à l'étranger vis-à-vis de leur pays d'origine ».

## L'approche philanthropique d'Alfanar
Le philanthro-capitalisme a une approche du développement axée sur le résultat et non sur les moyens. Elle transfère les pratiques du capital risque au domaine philanthropique et utilise les outils traditionnellement employés en affaire. Elle s'appuie sur un engagement important de tous les acteurs, des investissements à long terme, le développement des capacités non financières et l'évaluation de l'impact des dons. C'est une forme de philanthropie engagée (« philanthropie de risque ») qui a pour but de construire des organisations à l'action efficace et durable et à l'impact social élevé. En d'autres termes la réussite d'un projet se juge à l'aune du changement social opéré. 
Alfanar reconnaît qu'un financement inadapté, des capacités de gestion inadéquates et l'absence de diagnostics pertinents des difficultés entravent l’action des organisations, ONG et entreprises sociales. Ceci les empêche d’atteindre leurs objectifs et de parvenir à l'autonomie financière. 
En réponse à ces défis, Alfanar s’appuie sur trois piliers du philanthro-capitalisme :
- Apport de fonds.
- Implication forte dans la gestion quotidienne de l'organisation.
- Expertise technique bénévole tout au long du projet.

Alfanar établit ainsi des partenariats durables avec des organisations qui répondent à des critères de sélection exigeants :
- Une réponse créative à un besoin clairement identifié au sein d’une communauté défavorisée.
- Une direction et une culture de l’entreprenariat.
- Des perspectives à long terme.
- La recherche d'une rentabilité financière.
- L'adéquation avec les valeurs d’Alfanar.

## Partenariats d’Alfanar en 2011
1. Éducation de la petite enfance avec Future Lights for Development Organisation depuis 2007[2].
2. Transfert de compétences et développent des communautés avec l'Helwan Association for Community Development (Bashayer) depuis 2007[3].
3. Combattre la violence domestique avec Shomoo Association for Sustainable Development depuis 2010.
4. Formation artistique pour les jeunes défavorisés avec Al Mawred Thaqafy depuis 2010.
5. Santé psychologique et développement des communautés avec Kelmetna Association for Dialogue and Development depuis 2010.

## Jussoor: Les jeunes ensembles pour le changement
Jussoor (« ponts » en arabe) est une initiative de sensibilisation chargée d’identifier les jeunes entrepreneurs sociaux, philanthropes ou futurs dirigeants intéressés par le développement dans le monde arabe et de les intégrer à la mission philanthropique d’Alfanar par le biais d'ateliers et de laboratoires créatifs. Jussoor a été officiellement lancé en février 2011 lors d’un atelier pilote qui a réuni 18 étudiants et jeunes professionnels. En plus de tables-rondes animées par de jeunes figures de la société civile arabe à l'étranger, l’atelier a confronté les étudiants au métier du philanthro-capitalisme à travers des études de cas fondées sur des situations rencontrées par les partenaires d'Alfanar en Égypte. Les membres de Jussoor se réunissent une fois par mois pour organiser diverses activités afin de soutenir l'activité d'Alfanar et de ses partenaires et améliorent ainsi leurs compétences en leadership, planification stratégique et levée de fonds. Une fois fermement établie au Royaume-Uni, Alfanar souhaite développer des initiatives similaires dans le monde arabe.